# 上村裕香
上村 裕香（かみむら ゆたか、2000年 - ）は、日本の小説家。佐賀県佐賀市出身。

## 経歴
佐賀県立佐賀北高等学校から京都芸術大学に進む。学部在学中の2022年、「救われてんじゃねえよ」で第21回女による女のためのR-18文学賞大賞を受賞し、受賞作が『小説新潮』に掲載される。同大学大学院進学後の2025年、初の単行本となる『救われてんじゃねえよ』を刊行する。

## 作品リスト

### 単行本
- 『救われてんじゃねえよ』（新潮社、2025年4月）
  - 救われてんじゃねえよ - 『小説新潮』2022年5月号
  - 泣いてんじゃねえよ - 『小説新潮』2023年5月号
  - 縋ってんじゃねえよ - 書き下ろし
- 『ほくほくおいも党』（小学館、2025年7月）
  - 初出:『STORY BOX』2024年4月号 - 9月号

### 単行本未収録作品
- 「美華とミカ」（『小説新潮』2022年11月号）
- 「カンガルーさん」（『小説新潮』2023年4月号）[5]
- 「水随方円」（「yom yom」2023年12月 - 2024年1月連載）[6]
- 「生きていけんの」（『小説現代』2024年3月号）
- 「発光」（『小説新潮』2024年5月号）
- 「一発屋と永遠」（『小説推理』2025年4月号 - 7月号）
- 「全身政治家」（『GOAT』Summer 2025、2025年6月）
- 「ひかりの沈黙」（『小説幻冬』2025年7月号から連載）